# Kepler-9c

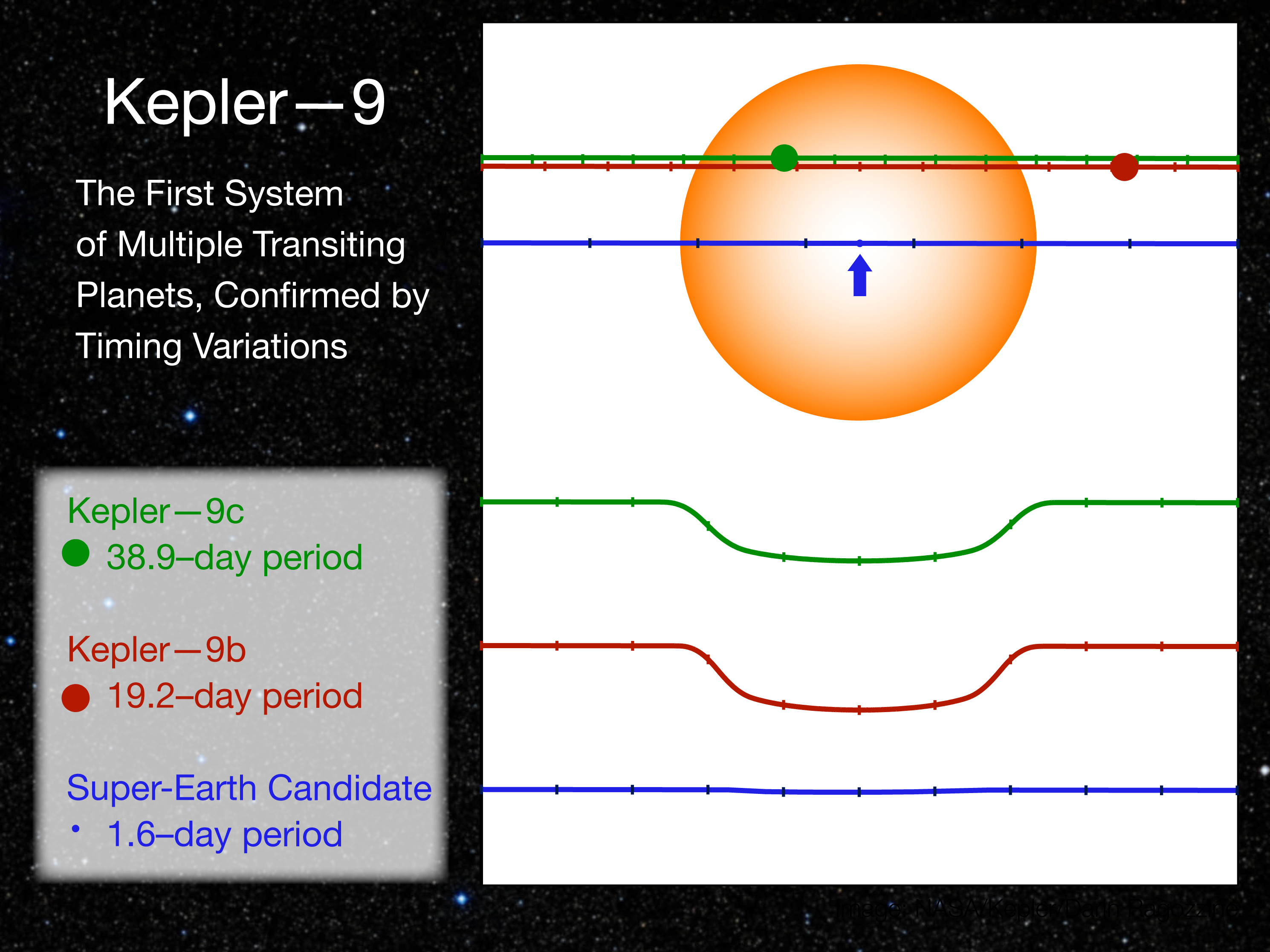
Curvas de luz de los planetas en tránsito de Kepler-9.

Kepler-9c es unos de los primeros siete exoplanetas descubiertos por la Misión Kepler de la NASA, y un mínimo de dos en el primer sistema extrasolar con múltiples tránsitos de planetas.